# Австрия на «Евровидении-1957»
Австрия дебютировала на «Евровидении 1957», проходившем в Франкфурте-на-Майне, (ФРГ), 3 марта 1957 года. На конкурсе её представлял Боб Мартин с песней «Wohin, kleines Pony?», выступивший под номером 5. В этом году страна заняла десятое (последнее) место, получив 3 балла. Комментатора конкурса в этом году не было, трансляция проводилась по телеканалу ORF. Глашатаем от Австрии выступил Нунцио Филогамо.
Боб выступал в сопровождении оркестра под руководством Карла де Грофа. Мартин был выбран путём внутреннего отбора канала ORF.

## Евровидение-1956
В 1956 году ожидалось участие Австрии в первом конкурсе песни «Евровидение». Но от страны не успели подать заявку до истечения срока. Однако «Евровидение-1956» транслировалось в Австрии телекомпанией ORF, комментатором конкурса выступил Вольф Миттлер.

## Страны, отдавшие баллы Австрии
Жюри каждой страны из десяти человек распределяло 10 баллов между понравившимися песнями
| Отдали Австрии… | Отдали Австрии… |
| 2 балла         | 1 балл          |
| --------------- | --------------- |
| Великобритания  | Нидерланды      |

## Страны, получившие баллы от Австрии
| 6 баллов | Нидерланды     |
| 3 балла  | Люксембург     |
| 1 балл   | Великобритания |